# Capnella garetti
Capnella garetti is een zachte koraalsoort uit de familie Nephtheidae. De koraalsoort komt uit het geslacht Capnella. Capnella garetti werd in 1977 voor het eerst wetenschappelijk beschreven door Verseveldt. 